# 애시 스티미스트
애슐리 "애시" 스티미스트(영어: Ashley "Ash" Stymest, 1991년 7월 31일 ~ )는 잉글랜드의 모델이자 배우이다.

## 필모그래피
- 섹스돌